# McKinley Hunt
Pas d'image ? Cliquez ici

a Compétitions nationales et continentales officielles uniquement.

b Matchs officiels uniquement.
McKinley Hunt, née le 5 janvier 1997 à King City dans l'Ontario (Canada), est une joueuse internationale canadienne de rugby à XV évoluant aux postes de pilier ou troisième ligne centre. Elle joue en Angleterre, aux Saracens.

## Biographie
McKinley Hunt naît le 5 janvier 1997. Elle joue à l'Université Queen's puis avec les Aurora Barbarians. En 2020, elle rejoint le club des Exeter Chiefs en Angleterre. Elle compte 9 sélections en équipe du Canada quand elle est retenue en septembre 2022 pour disputer la Coupe du monde en Nouvelle-Zélande.
En 2023, elle est sélectionnée pour la Pacific Four Series. En fin de saison, elle rejoint les Saracens.
À l'automne 2023, elle participe à la première édition du WXV en Nouvelle-Zélande.

## Palmarès
- Vainqueur de la Pacific Four Series en 2024.